# (30795) 1989 AR5
(30795) 1989 AR5 là một tiểu hành tinh vành đai chính. Nó được phát hiện bởi Robert H. McNaught ở Đài thiên văn Siding Spring ở Coonabarabran, New South Wales, Australia, ngày 4 tháng 1 năm 1989.